# Caritas (Romênia)
Caritas foi um esquema Ponzi montado na Romênia, entre os anos de 1992 e 1994, pelo empresário Ioan Stoica. O esquema funcionava a base de depósitos em espécie, que rendiam oito vezes o valor aplicado, após três meses. Estimativas dão conta que o esquema atraiu entre 2 e 8 milhões de pessoas, com investimentos da ordem de 1 trilhão (português brasileiro) ou bilião (português europeu) de lei (algo em torno de 1 a 5 bilhões de dólares).